# Mujician
Mujician is een improvisatiecollectief onder leiding van Keith Tippett en vernoemd naar een reeks platen die hij in de jaren tachtig maakte. Mujician bestaat inmiddels zo'n 10 jaar en maakt ongeveer elke twee jaar een plaat. Mujician bestaat uit Keith Tippett (piano), Paul Dunmall (saxofoon, doedelzak), Paul Rogers (contrabas) en Tony Levin (drums).
Alle albums zijn verschenen op het Cuneiform-label.